# Контракултура
Контракултурата е социологически термин за субкултура, в която група от индивиди, които не споделят наложена, национално-определена обществена култура, или господстващия културен дискурс, а също различни от нея, но мейнстрийм субкултури, отричайки и стараейки се да променят традиционни или разпространени културни практики, вярвания или утвърдени норми на поведение от общоприетите такива за дадена епоха, период, място и общност. Една речникова дефиниция гласи, че контракултурата е „култура, предимно от млади хора, със стилове на живот и ценности, противоположни на установената култура" . На практика контракултурата може да включва огромен на брой и най-различни по същество, взаимноизключващи се вярвания и поведения, които варират през различните исторически периоди.
Терминът е изкован от Теодор Розак с книгата му „Създаването на контра културата“ (1969).

## Контракултурата през времето
Едно по-широко определение би припознало древногръцките циници, които отхвърляли широко разпространените по тяхно време в древна Гърция стремеж към охолство, слава и власт, за едни от първите контракултурни представители на Европа, за които имаме писмени сведения. През 19 век движенията на Романтизма, Бохемските общества и Данди културата могат да бъдат причислявани към модерната контракултура на Европа и част от Северна Америка. Същото важи за по-късните Дада и Сюреализма на Андре Бретон, които процъфтяват сред елитарни артистични кръгове през началото на 20 век.

### Съвременната контракултура
Контракултурата в съвременната епоха най-често се свързва с масовата революционната младежка вълна, която минава през части на Централна Европа и Западна Европа, Северна Америка, Япония, Австралия и Нова Зеландия във втората половина на 20 век. В популярната култура, благодарение на многото оставени артефакти, контракултурата е предимно свързвана с англосаксонските контракултурни прояви и студентските антивоенни движения през 1960-те години. Така най-често на преден план излизат движенията Битник, последвана от субкултурите Хипи и Пънк.

## Известни личности
Известни личности, които се асоциират с контракултурните движения от втората половина на 20 век: Тимъти Лиъри, Робърт Антон Уилсън, Алън Уотс, Бийтълс, Джими Хендрикс, Дженис Джоплин, The Who, Бил Хикс и много други.